# 赵惠民 (科学家)
赵惠民是伊利诺伊大学厄巴纳-香槟分校化学与生物分子工程系Steven l. Miller讲座教授、Carl R. Woese基因生物研究所生物系统设计研究主题的领导者，主要研究定向进化、代谢工程学、生物信息学和高通量技术。

## 生平
他在中国科学技术大学获得生物学学士学位和博士学位。在弗朗西丝·阿诺德(Frances Arnold) 的指导下，获得加州理工学院化学博士学位。 
加入伊利诺伊大学厄巴纳-香槟分校之前，他是陶氏化工公司的项目负责人。2000年，他加入了伊利诺伊大学。他的实验室专注于利用蛋白质工程和代谢工程在四个主要主题上利用合成生物学的力量：工业生物能源、药物发现和开发、基因治疗、合成生物学和免疫治疗。他是美国科学进步协会和美国医学与生物工程研究所的研究员。 他是ACS催化期刊的副主编。